# The Whole of the Moon
The Whole of the Moon is een nummer van de Schotse band The Waterboys. Het nummer is afkomstig van hun derde studioalbum This Is the Sea uit 1985.

## Achtergrond
Op 14 oktober 1985 werd het nummer eerst op single uitgebracht in thuisland het Verenigd Koninkrijk en Ierland. In januari 1986 volgden de rest van Europa, Australië, Nieuw-Zeeland, de VS en Canada. In april 1991 werd het nummer in het Verenigd Koninkrijk en Ierland heruitgebracht op 7" en 12" vinylsingle, cd-single en cassette-single.
"The Whole of the Moon" is ontstaan dankzij de vriendin van Waterboys-zanger Mike Scott, de oprichter van de band. Zij vraagt hem of het moeilijk is om een nummer te schrijven. Hij pakt de pen en komt met deze plaat. De tekst van het nummer beschrijft het perspectief van de ik-figuur en hoe dat contrasteert met de waarnemingen van een of meerdere andere karakters.

## Succes
De plaat is veruit de bekendste van The Waterboys. De plaat werd uitsluitend een hit op de Britse Eilanden, in Canada, Oceanië en het Nederlandse taalgebied.
In thuisland het Verenigd Koninkrijk behaalde de single de 26e positie in de UK Singles Chart. In Australië werd de 12e positie bereikt, in Nieuw-Zeeland de 19e en in Canada de 71e.
In Nederland was de plaat op zaterdag 28 december 1985 Favorietschijf bij de NCRV op Radio 3 en werd een radiohit in de destijds twee landelijke hitlijsten op de nationale publieke popzender. De plaat bereikte de 19e positie in de Nationale Hitparade en de 21e positie in de Nederlandse Top 40. In de  Europese hitlijst op Radio 3, de TROS Europarade, werd géén notering behaald. Na deze single hebben The Waterboys in Nederland geen hit meer weten te scoren.
In België werden zowel de voorloper van de Vlaamse Ultratop 50 als de Vlaamse Radio 2 Top 30 en de Waalse hitlijst niet bereikt.
In maart 1991 werd het nummer uitsluitend in het Verenigd Koninkrijk en Ierland heruitgebracht op 7 inch en 12 inch vinylsingle, cd-single en cassette-single en bereikte toen de 2e positie in Ierland en in het Verenigd Koninkrijk de 3e positie in de UK Singles Chart. Ook in de Eurochart Hot 100 werd de 3e positie behaald.

## NPO Radio 2 Top 2000
Sinds de editie van december 2000 staat de plaat onafgebroken genoteerd in de jaarlijkse NPO Radio 2 Top 2000 van de Nederlandse publieke radiozender NPO Radio 2, met als hoogste notering een 279e positie in 2000.

| Nummer met noteringen in de NPO Radio 2 Top 2000 | '00 | '01 | '02 | '03 | '04 | '05 | '06 | '07 | '08 | '09 | '10 | '11 | '12 | '13 | '14 | '15 | '16 | '17 | '18 | '19 | '20 | '21 | '22 | '23 | '24 |
| ------------------------------------------------ | --- | --- | --- | --- | --- | --- | --- | --- | --- | --- | --- | --- | --- | --- | --- | --- | --- | --- | --- | --- | --- | --- | --- | --- | --- |
| The Whole of the Moon                            | 279 | 423 | 299 | 350 | 486 | 397 | 412 | 396 | 394 | 407 | 392 | 382 | 394 | 408 | 349 | 351 | 323 | 345 | 404 | 366 | 398 | 377 | 399 | 427 | 401 |

1. ↑  Een vetgedrukt getal geeft de hoogste notering aan.
2. ↑  2000 was het eerste jaar met een notering voor dit nummer.